# راندا محمود
رندة محمود (مواليد 20 آب\أغسطس 1987) لاعبة رفع أثقال بارالمبية مصرية. فازت بالميدالية الذهبية في فئة وزن 86 كغم في الألعاب البارالمبية الصيفية 2016، كما فازت بالميدالية الفضية في الألعاب البارالمبية الصيفية 2012 والألعاب البارالمبية الصيفية 2008 في فئات الأوزان الخفيفة.
بدأت راندا محاولتها في وزن 86 كغم برفع وزن 125 كيلو ونجحت فيها، لتدخل المحاولة الثانية برفع 130 كغم وتنجح فيها لتحقق بهذه الرفعة رقم باراليمبي في ذلك الوزن.
كانت الميدالية الذهبية الذهبية قد أعطيت بداية للاعبة النيجيرية لوفلاين أوبيجي بعد تسجيلها رقماً قياسياُ عالمياً، لكن رفعتها الأخيرة لم تكن مقبولة. فاحتسبت رفعة اللاعبة رندة ومنحت االميدالية الذهبية والرقم القياسي أيضاً.